# بیلی بوتل
بیلی بوتل (انگلیسی: Billy Bootle; ۹ ژانویهٔ ۱۹۲۶ – ۱۰ اوت ۲۰۱۲) بازیکن فوتبال اهل بریتانیا بود.
از باشگاه‌هایی که در آن بازی کرده‌است می‌توان به باشگاه فوتبال ویگان اتلتیک و باشگاه فوتبال منچستر سیتی اشاره کرد.